# Кубок Европейской конфедерации волейбола среди женщин 2018/2019
39-й розыгрыш Кубка Европейской конфедерации волейбола (ЕКВ) среди женщин проходил с 27 ноября 2018 по 26 марта 2019 года с участием 27 клубных команд из 19 стран-членов Европейской конфедерации волейбола. Победителем турнира стала итальянская команда «Унет-Ямамай» (Бусто-Арсицио).

## Система квалификации
24 места в Кубке Европейской конфедерации волейбола 2017/2018 были распределены по рейтингу ЕКВ на сезон 2018/2019, учитывающему результаты выступлений клубных команд стран-членов ЕКВ в Кубке ЕКВ и Кубке вызова ЕКВ на протяжении трёх сезонов (2015/2016—2017/2018). Согласно ему места в Кубке получили клубы 21 страны: Турция, Италия, Россия, Польша, Азербайджан, Франция (все по 1 команде, так как в основной турнир Лиги чемпионов 2019 эти страны имели возможность напрямую заявить по 2-3 представителя), Швейцария, Румыния, Германия (все по 2 команды), Сербия, Чехия, Словения, Белоруссия, Финляндия, Венгрия, Босния и Герцеговина, Израиль, Нидерланды, Бельгия, Украина, Греция (все по 1 команде). От заявки отказались Польша, Азербайджан, Германия (одна заявка из двух возможных), Белоруссия, Босния и Герцеговина, Нидерланды, Израиль, Греция. По одному вакантному месту предоставлено Чехии, Бельгии, Болгарии, Норвегии. Ещё 4 места в розыгрыше остались незанятыми.
Также в розыгрыш Кубка включены 7 команд, не прошедших квалификацию Лиги чемпионов 2018/2019.

## Команды-участницы
Не квалифицировавшиеся в Лигу чемпионов
| Страна               | Команда                     |                                    |
| -------------------- | --------------------------- | ---------------------------------- |
| Франция              | «АСПТТ Мюлуз» (Мюлуз)       | 3-й призёр чемпионата Франции 2018 |
| Румыния              | «Альба-Блаж» (Блаж)         | 2-й призёр чемпионата Румынии 2018 |
| Чехия                | «Оломоуц» (Оломоуц)         | 2-й призёр чемпионата Чехии 2018   |
| Венгрия              | «Светельски» (Бекешчаба)    | Чемпион Венгрии 2018               |
| Босния и Герцеговина | «Бимал-Единство» (Брчко)    | Чемпион Боснии и Герцеговины 2018  |
| Нидерланды           | «Слидрехт Спорт» (Слидрехт) | Чемпион Нидерландов 2018           |
| Австрия              | «Холдинг» (Грац)            | Чемпион Австрии 2018               |

Заявленные непосредственно в Кубок ЕКВ
| Страна    | Команда                           |                                               |
| --------- | --------------------------------- | --------------------------------------------- |
| Турция    | «Галатасарай» (Стамбул)           | По итогам чемпионата Турции 2018 (4-е место)  |
| Италия    | «Унет-Ямамай» (Бусто-Арсицио)     | По итогам чемпионата Италии 2018(4-е место)   |
| Россия    | «Енисей» (Красноярск)             | По итогам чемпионата России 2018 (4-е место)  |
| Франция   | «Сен-Рафаэль» (Сен-Рафаэль)       | По итогам чемпионата Франции 2018 (4-е место) |
| Швейцария | «Пфеффинген» (Пфеффинген)         | 2-й призёр чемпионата Швейцарии 2018          |
| Швейцария | «Дюдинген» (Дюдинген)             | 3-й призёр чемпионата Швейцарии 2018          |
| Румыния   | «Штиинца» (Бакэу)                 | 3-й призёр чемпионата Румынии 2018            |
| Румыния   | «Тырговиште» (Тырговиште)         | По итогам чемпионата Румынии 2018 (4-е место) |
| Германия  | «Дрезднер» (Дрезден)              | 3-й призёр чемпионата Германии 2018           |
| Сербия    | «Железничар» (Лайковац)           | 3-й призёр чемпионата Сербии 2018             |
| Чехия     | «Простеёв» (Простеёв)             | 2-й призёр чемпионата Чехии 2018              |
| Чехия     | «Острава» (Острава)               | 3-й призёр чемпионата Чехии 2018              |
| Словения  | «Нова-КБМ-Браник» (Марибор)       | Чемпион Словении 2018                         |
| Финляндия | «Виести» (Сало)                   | 2-й призёр чемпионата Финляндии 2018          |
| Венгрия   | «Фатум-Ньиредьхаза» (Ньиредьхаза) | 2-й призёр чемпионата Венгрии 2018            |
| Бельгия   | «Астерикс-Аво» (Беверен)          | Чемпион Бельгии 2018                          |
| Бельгия   | «Аудегем» (Дендермонде)           | 2-й призёр чемпионата Бельгии 2018            |
| Украина   | «Химик» (Южное)                   | Чемпион Украины 2018                          |
| Болгария  | «Левски» (София)                  | 2-й призёр чемпионата Болгарии 2018           |
| Норвегия  | «Фёрде» (Фёрде)                   | Чемпион Норвегии 2018                         |

## Система проведения розыгрыша
В розыгрыше приняли участие 27 команд, из которых 7 — выбывшие из квалификационного раунда Лиги чемпионов. Во всех стадиях турнира применяется система плей-офф, то есть команды делятся на пары и проводят между собой по два матча с разъездами. Победителем пары выходит команда, одержавшая две победы. В случае равенства побед победителем становится команда, набравшая в рамках двухматчевой серии большее количество очков (за победу 3:0 и 3:1 даётся 3 очка, за победу 3:2 — 2 очка, за поражение 2:3 — 1, за поражение 1:3 и 0:3 очки не начисляются). Если обе команды при этом набрали одинаковое количество очков, то назначается дополнительный («золотой») сет, победивший в котором выходит в следующий раунд соревнований. 

## 1/16 финала
27-29.11/ 4-6.12.2018
 «Левски» (София) —  «Простеёв»
29 ноября. 0:3 (18:25, 18:25, 16:25).
5 декабря. 0:3 (14:25, 17:25, 15:25).
 «Нова-КБМ-Браник» (Марибор) —  «Енисей» (Красноярск)
28 ноября. 0:3 (20:25, 23:25, 22:25).
5 декабря. 0:3 (24:26, 19:25, 13:25).
 «Тырговиште» —  «Галатасарай» (Стамбул)
27 ноября. 0:3 (23:25, 21:25, 24:26).
4 декабря. 0:3 (22:25, 19:25, 16:25).
 «Железничар» (Лайковац) —  «Штиинца» (Бакэу)
28 ноября. 2:3 (25:15, 22:25, 21:25, 25:13, 10:15).
5 декабря. 0:3 (19:25, 21:25, 16:25).
 «Виести» (Сало) —  «Астерикс-Аво» (Беверен)
29 ноября. 1:3 (25:23, 21:25, 17:25, 22:25).
5 декабря. 0:3 (25:27, 18:25, 20:25).
 «Аудегем» (Дендермонде) —  «Пфеффинген»
28 ноября. 3:1 (25:20, 25:17, 25:27, 25:15).
5 декабря. 0:3 (16:25, 14:25, 21:25). «Золотой» сет — 9:15.
 «Химик» (Южный) —  «Светельски» (Бекешчаба)
27 ноября. 3:1 (28:26, 20:25, 25:15, 25:23).
5 декабря. 0:3 (28:30, 15:25, 16:25). «Золотой» сет — 9:15.
 «Фёрде» —  «Сен-Рафаэль»
28 ноября. 3:2 (23:25, 15:25, 25:7, 25:0, 15:0).
5 декабря. 0:3 (20:25, 18:25, 12:25).
 «Унет-Ямамай» (Бусто-Арсицио) —  «Дрезднер» (Дрезден) 
28 ноября. 3:2 (25:21, 24:26, 25:22, 23:25, 15:10).
5 декабря. 3:0 (26:24, 25:17, 25:20).
 «Острава» —  «Холдинг» (Грац)
28 ноября. 3:2 (28:26, 16:25, 18:25, 25:15, 15:9).
6 декабря. 1:3 (23:25, 25:20, 17:25, 23:25).
 «Дюдинген» —  «Фатум-Ньиредьхаза» (Ньиредьхаза)
28 ноября. 1:3 (27:29, 25:14, 19:25, 22:25).
5 декабря. 0:3 (18:25, 17:25, 14:25).
От участия в 1-м раунде освобождены:
 «Альба-Блаж» (Блаж)

 «Слидрехт Спорт» (Слидрехт)

 «Оломоуц»

 «Бимал-Единство» (Брчко)

 «АСПТТ Мюлуз» (Мюлуз)

## 1/8 финала
18-20.12.2018/ 22-24.01.2019
 «Альба-Блаж» (Блаж) —  «Простеёв» 
19 декабря. 3:0 (25:16, 25:12, 25:16).
22 января. 3:0 (27:25, 25:19, 25:18).
 «Енисей» (Красноярск) —  «Галатасарай» (Стамбул)
19 декабря. 3:2 (20:25, 25:22, 19:25, 25:23, 15:11).
22 января. 1:3 (18:25, 26:24, 15:25, 15:25).
 «Штиинца» (Бакэу) —  «Слидрехт Спорт» (Слидрехт) 
19 декабря. 3:2 (25:21, 17:25, 25:14, 17:25, 16:14).
22 января. 3:0 (25:20, 25:21, 25:22).
 «Астерикс-Аво» (Беверен) —  «Оломоуц»
19 декабря. 1:3 (26:28, 25:16, 17:25, 15:25).
24 января. 1:3 (21:25, 25:17, 15:25, 15:25).
 «Пфеффинген» —  «Светельски» (Бекешчаба)
20 декабря. 2:3 (14:25, 25:19, 25:22, 21:25, 9:15).
24 января. 1:3 (18:25, 25:15, 17:25, 17:25).
 «Бимал-Единство» (Брчко) —  «Сен-Рафаэль»
18 декабря. 1:3 (25:21, 14:25, 17:25, 12:25).
23 января. 0:3 (25:27, 23:25, 18:25).
 «Холдинг» (Грац) —  «Унет-Ямамай» (Бусто-Арсицио)
19 декабря. 0:3 (11:25, 21:25, 14:25).
24 января. 1:3 (15:25, 12:25, 25:23, 22:25).
 «АСПТТ Мюлуз» (Мюлуз) —  «Фатум-Ньиредьхаза» (Ньиредьхаза) 
18 декабря. 3:1 (25:19, 25:20, 21:25, 25:19).
23 января. 3:0 (25:19, 25:20, 25:23).

## Четвертьфинал
5-7.02/ 12-14.02.2019
 «Галатасарай» (Стамбул) —  «Альба-Блаж» (Блаж)
6 февраля. 3:0 (25:23, 25:20, 25:17).
12 февраля. 0:3 (20:25, 23:25, 16:25). «Золотой» сет — 5:15.
 «Штиинца» (Бакэу) —  «Оломоуц»
5 февраля. 3:2 (25:19, 20:25, 25:21, 24:26, 15:8).
12 февраля. 3:2 (21:25, 20:25, 25:20, 25:20, 18:16).
 «Светельски» (Бекешчаба) —  «Сен-Рафаэль»
7 февраля. 3:2 (25:23, 18:25, 24:26, 26:24, 15:10).
13 февраля. 3:0 (25:23, 25:23, 25:16).
 «Унет-Ямамай» (Бусто-Арсицио) —  «АСПТТ Мюлуз» (Мюлуз)
6 февраля. 3:0 (25:22, 25:23, 25:17).
14 февраля. 3:2 (25:13, 25:14, 23:25, 20:25, 15:13).

## Полуфинал
26.02/ 5.03.2019
 «Штиинца» (Бакэу) —  «Альба-Блаж» (Блаж)
26 февраля. 0:3 (12:25, 16:25, 16:25).
5 марта. 0:3 (14:25, 19:25, 23:25).
 «Светельски» (Бекешчаба) —  «Унет-Ямамай» (Бусто-Арсицио)
26 февраля. 0:3 (23:25, 14:25, 18:25).
5 марта. 0:3 (22:25, 18:25, 11:25).

## Финал

### 1-й матч
| 19 марта 2019 | \| «Альба-Блаж» (Блаж) \| 0:3 cev.eu \| «Унет-Ямамай» (Бусто-Арсицио) \| \| Лора Китипова Соня Ньюкомб (8) Ннека Оньеджекве (5) Иоана-Мария Бачу (2) Ана Лазаревич (7) Наджа Нинкович (3) Марина Вуйович (либеро) Виктория Дельрос (либеро) Майя Алексич Екатерина Жидкова (3) Мария Каракашева (3) Александра Чирович \| Голы \| Алессия Дженнари (13) Беатриче Берти (4) Алессия Орро (6) Бритт Херботс (12) Сара Бонифачо (9) Флортье Мейнерс (14) Джулия Леонарди (либеро) \| | Сибиу Спортивный центр «Трансильвания» 2000 зрителей                                                                                         |
| Счёт по партиям — 19:25, 16:25, 14:25. Время матча — 1 час 6 минут. Судьи: Бенедикт Гойкес, Сергей Войцеховский. | | |
| «Альба-Блаж» (Блаж) | 0:3 cev.eu | «Унет-Ямамай» (Бусто-Арсицио) |
| Лора Китипова Соня Ньюкомб (8) Ннека Оньеджекве (5) Иоана-Мария Бачу (2) Ана Лазаревич (7) Наджа Нинкович (3) Марина Вуйович (либеро) Виктория Дельрос (либеро) Майя Алексич Екатерина Жидкова (3) Мария Каракашева (3) Александра Чирович | Голы | Алессия Дженнари (13) Беатриче Берти (4) Алессия Орро (6) Бритт Херботс (12) Сара Бонифачо (9) Флортье Мейнерс (14) Джулия Леонарди (либеро) |

### 2-й матч
| 26 марта 2019 | \| «Унет-Ямамай» (Бусто-Арсицио) \| 3:1 cev.eu \| «Альба-Блаж» (Блаж) \| \| Алессия Дженнари (12) Беатриче Берти (10) Алессия Орро (3) Бритт Херботс (22) Сара Бонифачо (9) Флортье Мейнерс (12) Джулия Леонарди (либеро) Кая Гробельна (9) Александра Ботезат (2) \| Голы \| Ана Лазаревич (10) Наджа Нинкович (5) Лора Китипова (4) Соня Ньюкомб (8) Ннека Оньеджекве (8) Иоана-Мария Бачу (9) Марина Вуйович (либеро) Виктория Дельрос (либеро) Майя Алексич (4) Екатерина Жидкова (10) Мария Каракашева (4) Рамона Рус (5) Александра Чирович \| | Бусто-Арсицио «PalaYamamay» 4235 зрителей |
| Счёт по партиям — 25:27, 25:19, 25:23, 25:20. Время матча — 1 час 50 минут. Судьи: Мари-Катрин Буланже, Ольга Захарова.                                                                | | |
| «Унет-Ямамай» (Бусто-Арсицио) | 3:1 cev.eu | «Альба-Блаж» (Блаж) |
| Алессия Дженнари (12) Беатриче Берти (10) Алессия Орро (3) Бритт Херботс (22) Сара Бонифачо (9) Флортье Мейнерс (12) Джулия Леонарди (либеро) Кая Гробельна (9) Александра Ботезат (2) | Голы | Ана Лазаревич (10) Наджа Нинкович (5) Лора Китипова (4) Соня Ньюкомб (8) Ннека Оньеджекве (8) Иоана-Мария Бачу (9) Марина Вуйович (либеро) Виктория Дельрос (либеро) Майя Алексич (4) Екатерина Жидкова (10) Мария Каракашева (4) Рамона Рус (5) Александра Чирович |

### MVP
Лучшим игроком финальной серии признана нападающая-доигровщица «Унет-Ямамай» Бритт Херботс.

## Призёры
«Унет-Ямамай» (Бусто-Арсицио): Виттория-Аличе Пьяни,  Вирджиния Перуццо, Бритт Херботс, Кая Гробельна, Алессия Дженнари, Мария-Луиза Кумино, Алессия Орро, Джулия Леонарди, Сара Бонифачо, Флортье Мейнерс, Беатриче Берти, Александра Ботезат. Главный тренер — Марко Менкарелли.
  «Альба-Блаж» (Блаж): Иоана-Мария Бачу, Майя Алексич, Наджа Нинкович, Ана Лазаревич, Соня Ньюкомб, Лора Китипова, Рамона Рус, Екатерина Жидкова, Мария Каракашева, Александра Чирович, Марина Вуйович, Виктория Дельрос, Ннека Оньеджекве. Главный тренер — Дарко Закоч.